# Diomede Falconio
Diomede Angelo Raffaele Gennaro Falconio OFM (ur. 20 września 1842 w Pescocostanzo, zm. 8 lutego 1917 w Rzymie) – włoski duchowny katolicki, wysoki urzędnik Kurii Rzymskiej, prefekt Kongregacji Zakonów, kardynał.
Urodził się w rodzinie złotnika. Miał czworo rodzeństwa. W 1860 postanowił wstąpić do zakonu Braci Mniejszych. Zmienił wtedy swe chrzcielne imiona Angelo Raffaele Gennaro na Diomede z Pescocostanzo. Przebywał w konwentach w Magliano i Carpineto. Pierwsze śluby złożył 17 września 1861, a śluby wieczyste 12 października 1864. W 1865 wyjechał w podróż po Stanach Zjednoczonych, którą to podróż otrzymał w spadku. Tam też, 4 stycznia 1866, otrzymał święcenia kapłańskie z rąk Johna Timona CM, ówczesnego biskupa diecezji Buffalo. Został następnie profesorem filozofii w seminarium św. Bonawentury w Allerghany. W latach 1868–1869 był tam dyrektorem. W 1867 otrzymał amerykańskie obywatelstwo i został sekretarzem amerykańskiej prowincji franciszkanów Niepokalanego Poczęcia. W latach 1871–1882 służył jako administrator, kanclerz i wikariusz generalny w diecezji Harbor Grace. W wyniku protestów jednego z irlandzkich stowarzyszeń nie został nominowany na biskupa ze względu na włoskie pochodzenie. Występował misyjnie w Nowym Jorku i Connecticut, a następnie powrócił do ojczyzny gdzie był prowincjałem w prowincji San Bernardino. W 1889 mianowany prokuratorem generalnym swego zakonu.
11 lipca 1892 otrzymał nominację na biskupa Lacedonii. Konsekrowany został tydzień później w Rzymie. Obrzędu dokonał dziekan kolegium kardynalskiego Raffaele Monaco La Valletta. 29 listopada 1895 przeniesiony na urząd metropolity Acerenzy i Materny. Po kolejnych czterech latach został delegatem apostolskim do Kanady. Otrzymał wtedy stolicę tytularną Larissa. 30 września 1902 powrócił po kilkunastu latach do USA jako apostolski delegat. Opiekował się szczególnie mniejszościami językowymi i tym by mianować biskupów tego samego pochodzenia etnicznego, lub takich by mówili ich językiem.
Dnia 27 listopada 1911 podniesiony do rangi kardynała prezbitera Santa Maria in Ara coeli przez papieża Piusa X. W maju 1914 awansowany na kardynała biskupa Velletri. Brał udział w konklawe 1914 roku. 26 lutego 1916 został prefektem Świętej Kongregacji Zakonów. Zmarł niespełna rok później. Pochowany we franciszkańskim kościele w rodzinnym miasteczku.